# Toshinari Iijima
Toshinari Iijima (jap. 飯島 俊成, Iijima Toshinari; * 1960 in Tokio, Japan) ist ein zeitgenössischer japanischer Komponist.

## Leben
Sein Studium absolvierte er an der Musikhochschule Kunitachi (engl. Kunitachi College of Music) bei Jo Shimaoka, Toshimitsu Tanaka und Michio Mamiya. 
Als Komponist und Arrangeur präsentierte er Werke für Orchester, Blasorchester, Kammermusik und traditionelle japanische Musik. Ferner schuf er Werke in Zusammenarbeit mit anderen Künstlern (Pantomime, Maler, Choreographen etc.). Gegenwärtig ist er Mitglied der Komponisten-Gruppe Sou (Blue) und Mitarbeiter vom Kyo-En 21st Century Wind Music Executive Committee
Er schuf für das Blasorchester einige bemerkenswerte Werke.

## Werke

### Werke für Blasorchester
- 1998 Flowers in Dreams: "Illusions"
- 1998 Jubilance for Spring '98
- 1999 Poem of Winds A Suite on the folk Songs in Kyusyu-
  1. Fantasia on Hietsukibushi of Shiiba
  2. Caprice on Taueuta of Saga
  3. Elegy on Komoriuta of Fukuregi
  4. Jubilance on Saketsukuriuta of Chikugo
- 2000 Illusions in Shiiba -Poem of Winds-
- 2001 A Stroll by the Lakeside
- 2001 Born in the Wave -the poem of the Sea- on the Folk Songs in Kagoshima
- August 6, 1945: Never Forget Hiroshima
- A Landscape That Contains A Dead Tree
- Landscape
- "Maborosi no Hana" - a visionary flower
- Toward the Crystal, Clear
- "Yume no Hana" - a flower in a dream

### Kammermusik
- Fragments of a dream that was forgotten to washed away für Alt-Saxophon und Klavier
- A Suite für Fagott und Klavier
- Illusion in Snow for Percussion Ensemble